# Spectres
Spectres é o quinto álbum de estúdio da banda de Rock estadunidense Blue Öyster Cult, lançado em novembro de 1977 pela Columbia Records. O trabalho representa um dos maiores êxitos da banda, trazendo um de seus maiores sucessos, a música Godzilla, recebendo certificado de Platina pela RIAA.

## Faixas

### Lado um
| N.º | Título                  | Compositor(es) | Duração |  |
| 1.  | "Godzilla"              |                | 3:41    |  |
| 2.  | "Golden Age of Leather" |                | 5:53    |  |
| 3.  | "Death Valley Nights"   |                | 4:07    |  |
| 4.  | "Searchin' for Celine"  |                | 3:35    |  |
| 5.  | "Fireworks"             |                | 3:14    |  |

### Lado dois
| N.º | Título                      | Duração |  |
| 1.  | "R. U. Ready 2 Rock"        | 3:45    |  |
| 2.  | "Celestial the Queen"       | 3:24    |  |
| 3.  | "Goin' Through the Motions" | 3:12    |  |
| 4.  | "I Love the Night"          | 4:23    |  |
| 5.  | "Nosferatu"                 | 5:23    |  |

## Créditos

### Músicos
- Eric Bloom – guitarra base, vocais
- Donald "Buck Dharma" Roeser – guitarra solo, vocais
- Allen Lanier – teclados, guitarra rítmica, vocais
- Joe Bouchard – baixo, vocais, teclados
- Albert Bouchard – bateria, gaita, percussão, vocais